# Forte de Silva Porto
O Forte de Silva Porto são rínas de uma antiga fortificação portuguesa localizada no município de Cuíto, na província de Bié, no centro de Angola.
A região do Bijé foi alcançada pelo padre Gonçalo da Silveira em 1560.
Na segunda metade do século XVIII colonizadores portugueses começaram a interessar-se pela região, sendo fundada, por volta de 1771, no governo de Francisco Inocêncio de Sousa Coutinho, no planalto do Bié uma povoação a que se deu o nome de Amarante. Em 1772 foi nomeado como primeiro capitão-mor e juiz da Província do Bié, Joaquim Rodrigues, que se instalou em Ecovongo, primitiva ombala principal da região.
Em 1843, o então governador-geral de Angola, José Bressame Leite, orientou o comerciante português Rodrigues Graça para explorar o sertão do Bié, visando a tomada de posições para a ocupação do território.
Em 1845, Francisco Ferreira da Silva, originário do Porto, topónimo que se uniu ao seu sobrenome - Silva Porto - estabelece-se no Bié, num outeiro sobranceiro ao rio Cuíto, e a que denominou Belmonte. Por Decreto de 24 de janeiro de 1891 instituiu-se a Capitania-mor do Bié, tendo Silva Porto como capitão-mor, com sede em Belmonte.
A povoação era defendida pelo Forte de Silva Porto.
Mais tarde, em 1890, com a derrota do rei Ndunduma I do Reino do Bié, iniciou-se a ocupação efetiva da província, que se constituiria em uma vasta região agrícola.
Atualmente o forte encontra-se em ruínas.